# Alexander Johnson
Alexander Johnson (Albany, Georgia; 8 de febrero de 1983) es un exjugador de baloncesto estadounidense que disputó dos temporadas en la NBA, jugando el resto de su carrera en Asia, Alemania y ligas menores de su país. Con 2,08 metros de estatura lo hacía en la posición de ala-pívot.

## Carrera

### Universidad
Johnson pasó tres años en Florida State. El principal motivo por el cual eligió esta universidad fue por la proximidad de su casa en Albany, Georgia, apenas a dos horas de distancia. Eligió a los Seminoles por encima de Indiana, Cincinnati, Connecticut y Kentucky. Antes de llegar aquí, estuvo en el Dougherty High School en Albany. Durante su temporada sénior promedió 28 puntos y 16 rebotes.
En su año como freshman tuvo una más que decente actuación con 9,5 puntos de media. Sus prestaciones descendieron un año después, como sophomore, haciendo 6,8 puntos y 4,3 rebotes de promedio. En su temporada júnior cuajó su mejor campaña finalizando con 13,2 puntos y 7,4 rebotes. Esa temporada lideró al equipo en rebote y acabó segundo en anotación. Acabó su carrera como el 14 en la clasificación de lides históricos en tapones, con 66. Su partido más recordado en la universidad fue frente a Duke, donde hizo 22 puntos y 13 rebotes, y firmó el primer doble-doble de su carrera (12 puntos y 11 rebotes) ante Bowling Green.

### Profesional
Alexander fue elegido por Indiana Pacers en 2.ª ronda, puesto 46, del draft de 2006. Sus derechos fueron traspasados, primero a Portland Trail Blazers y después Memphis Grizzlies, todo esto el mismo día del draft.
Con Mike Fratello, Alexander no contaba con demasiadas oportunidades, todo lo contrario que con la llegada de Tony Barone. Empezó dándole muchos minutos pero ese globo se desinflaría con el paso de los partidos e, inexplicablemente, pasaría a ser un jugador testimonial para él. Tuvo unos meses de diciembre y enero más que aceptables para lo que se le presuponía, firmando 7.6 puntos-5 rebotes y 6.1 puntos-4.5 rebotes, respectivamente. Acabó la temporada con 4,4 puntos y 3,1 rebotes de media. Alexander destacó especialmente por su intensidad, por su poderío físico y por el pundonor que demostraba en cada canasta. Puede ser otra pieza interesante en la reconstrucción de Memphis Grizzlies.
En agosto de 2007 ficha por Miami Heat, donde disputa una temporada.
En septiembre de 2008 se marchó a jugar al Brose Baskets de la Basketball Bundesliga.
[actualizar]
En 2010 se unió a los Sioux Falls Skyforce de la NBA D-League.
[actualizar]

## Estadísticas de su carrera en la NBA

### Temporada regular
| Año     | Equipo  | PJ  | PT | MPP  | %TC  | %3P  | %TL  | RPP | APP | ROB | TPP | PPP |
| ------- | ------- | --- | -- | ---- | ---- | ---- | ---- | --- | --- | --- | --- | --- |
| 2006–07 | Memphis | 59  | 19 | 12.8 | .538 | .000 | .661 | 3.1 | .3  | .4  | .6  | 4.4 |
| 2007–08 | Miami   | 43  | 6  | 12.8 | .488 | .000 | .687 | 2.2 | .3  | .3  | .2  | 4.2 |
| Total   | Total   | 102 | 25 | 12.8 | .517 | .000 | .672 | 2.7 | .3  | .4  | .4  | 4.3 |

## Vida personal
Alexander es hijo de Gwen Johnson y es el mayor de tres hermanos.
En su infancia tuvieron mucha influencia sus abuelas Mary Jones y Rena Kendrick, y sus padrinos Charles y Anne Roberts, además del hijo de estos, Anthony Seay.